# Sobór św. Teodory z Sihli w Kiszyniowie

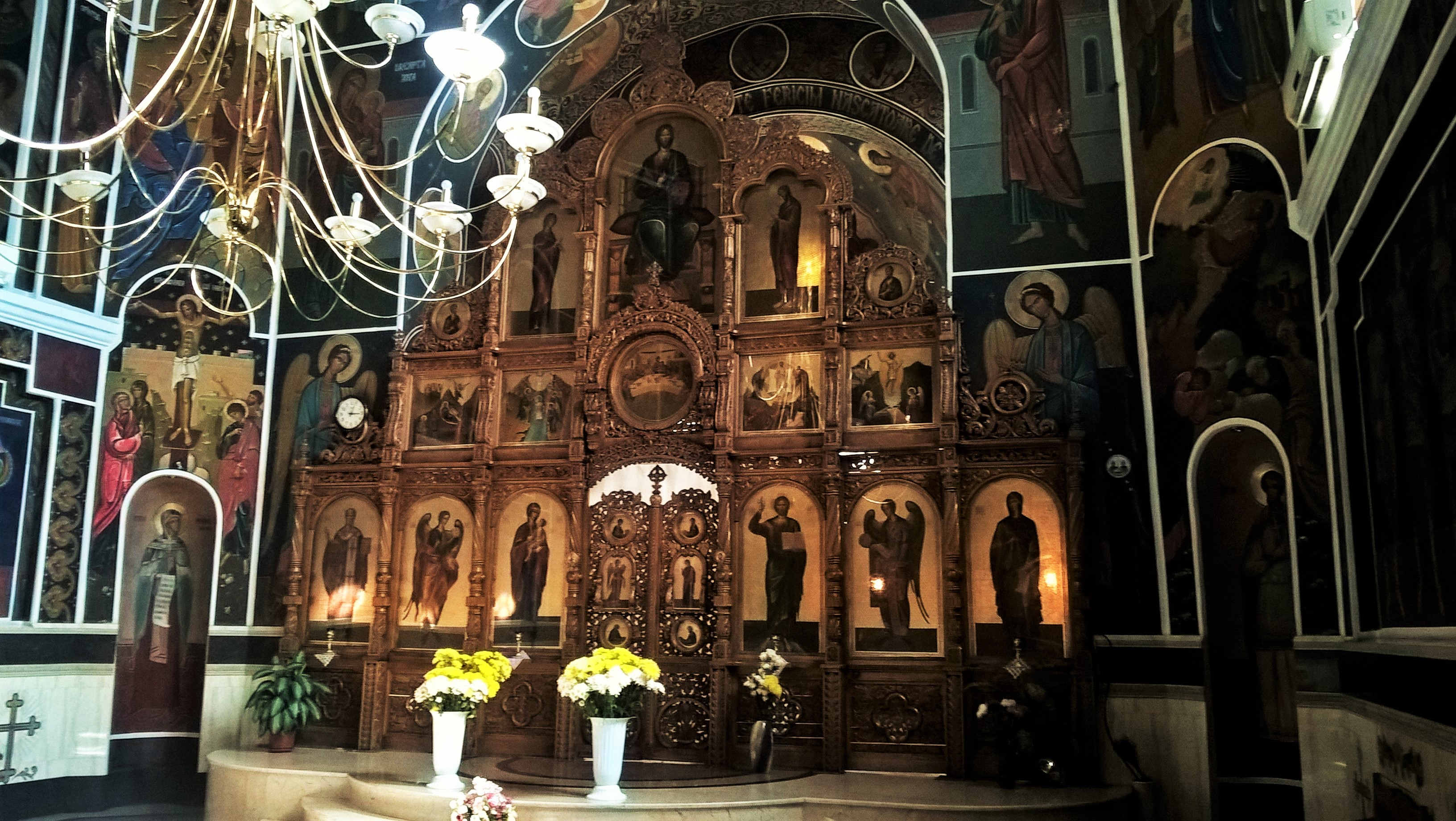
Ikonostas

Sobór św. Teodory z Sihli (rum. Biserica Sfânta Teodora de la Sihla) – sobór metropolii Besarabii Rumuńskiego Kościoła Prawosławnego w Kiszyniowie, stolicy Mołdawii. Mieści się przy ulicy Puszkina, pod numerem 20.

## Historia
Budynek sakralny powstał w 1895 r. jako kaplica (czasownia) przy żeńskim gimnazjum prowadzonym przez besarabskie ziemstwo gubernialne, zajmującym budynek na sąsiedniej posesji. Jej wzniesienie opłacili Fiodor Krupienski i jego siostra Jewfrosinija Wiaziemska lub według innego źródła tylko Wiaziemska. Autorem projektu budynku był Aleksandr Bernardazzi.
Po zakończeniu prac budowlanych obiekt nie został wyświęcony. Według jednej z wersji stało się tak, gdyż w jego pomieszczeniu ołtarzowym wydarzył się tragiczny wypadek. Inne źródła wskazują, że fundatorka, nie podając przyczyny, nie pozwalała na oddanie budynku do użytku liturgicznego. Na potrzeby gimnazjum została w tej sytuacji zbudowana druga kaplica.
Cerkiew została konsekrowana dopiero w 1922 r., już po tym, gdy Kiszyniów razem z całą Besarabią znalazł się w granicach Rumunii. Pełniła funkcję świątyni szkolnej przy żeńskim gimnazjum im. królowej Marii, które powstało w miejsce rosyjskiego gimnazjum ziemstwa. Na patrona świątyni wybrano św. Teodora Tyrona. Decyzję o wyświęceniu budynku podjął arcybiskup besarabski Guriasz wbrew woli fundatorki.
Po wejściu wojsk radzieckich do Kiszyniowa w 1940 r. budynek zaadaptowano na muzeum religii i ateizmu. Taką też funkcję pełnił przez rok (do momentu, gdy wojska rumuńskie, uczestnicząc w ataku Niemiec na ZSRR, zajęły Besarabię). 23 kwietnia 1942 r. cerkiew została powtórnie poświęcona.
Po II wojnie światowej budynek został zaadaptowany na salę gimnastyczną. W 1978 r. ponownie urządzono w nim muzeum ateizmu, następnie przemianowane na muzeum historii religii. W 1991 r. cerkiew przywrócono do użytku liturgicznego, nadając jej nowe wezwanie św. Teodory. Świątynia funkcjonuje jako parafialna w jurysdykcji metropolii Besarabii Rumuńskiego Kościoła Prawosławnego i otrzymała w niej rangę soboru katedralnego.

## Architektura
Cerkiew została wzniesiona w stylu eklektycznym, łączącym elementy nawiązujące do XVII-wiecznej architektury rosyjskiej i architektury tureckiej. Równocześnie projektując ją Bernardazzi musiał wziąć pod uwagę specyfikę funkcjonowania świątyni szkolnej: cerkiew musiała być połączona z budynkiem szkoły, wpisując się równocześnie w zabudowę już istniejącej ulicy. Z tego też powodu zarówno wygląd zewnętrzny, jak i wewnętrzny rozkład przestrzeni obiektu sakralnego różni się od innych świątyń prawosławnych. Pomieszczenia cerkwi znajdują się na wysokim półpiętrze; pierwotnie wejścia do obiektu prowadziły zarówno z gmachu gimnazjum, jak i z ulicy, przez masywne kamienne pawilony zdobione kolumnami. Kaplica jest jednonawowa, z zamkniętym wielobocznie pomieszczeniem ołtarzowym. Na elewacji frontowej budynku znajdują się dwie wieże z piramidalnymi zwieńczeniami, przypominające kształtem minarety, ale zakończone małymi cebulastymi kopułkami. Nad nawą budynku wznosi się dach namiotowy z kopułką o takiej samej postaci.
Na ścianie budynku znajduje się tablica upamiętniająca Aleksandra Bernardazziego.